# Jim Bottomley
James Leroy Bottomley (Oglesby, Illinois, 23 de abril de 1900-San Luis, Misuri, 11 de diciembre de 1959), más conocido como Jim Bottomley, fue un jugador profesional estadounidense de béisbol que se desempeñó en la posición de primera base en las Grandes Ligas de Béisbol (MLB). Es miembro del Salón de la Fama del Béisbol.

## Carrera
Bottomley jugó como profesional once temporadas en St. Louis Cardinals (1922-1932), después pasó a Cincinnati Reds (1933-1935), luego a Baltimore Orioles, donde jugó dos temporadas (1936-1937), y fue el equipo en el que se retiró.

## Reconocimiento
En 1974, ingresó como miembro al Salón de la Fama del Béisbol.